# Igelsjön (Vårdinge socken, Södermanland)
Igelsjön är en sjö i Södertälje kommun i Södermanland och ingår i Trosaåns huvudavrinningsområde. Sjön är 4,7 meter djup, har en yta på 0,006 kvadratkilometer och är belägen 50 meter över havet.